# Alois Delug

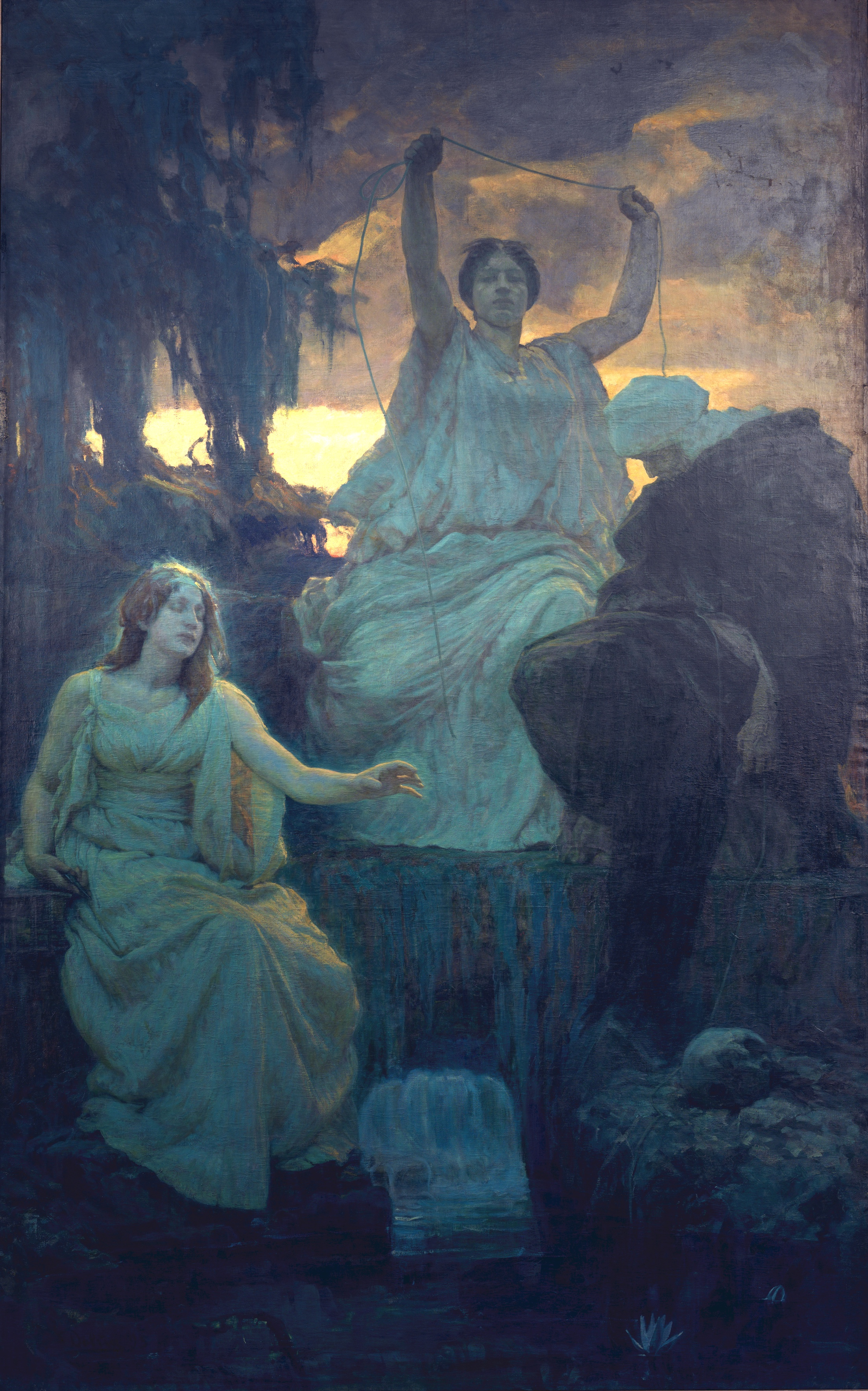
Alois Delug, Les Nornes, 1895

Alois Delug (né le 25 mai 1859 à Bolzano, mort le 17 septembre 1930 à Vienne) est un peintre autrichien, professeur à l'Académie des beaux-arts de Vienne.

## Biographie
Après ses études secondaires à Bolzano, Alois Delug débute la peinture et sollicite le peintre Heinrich Schöpfer qui vit à Bolzano. Il déménage à Innsbruck et commence à étudier l'histoire, avant d'être recommandé par Franz von Wieser à l'Académie des beaux-arts de Vienne. Il y fait des études de 1880 à 1885, se spécialise en 1883 dans le portrait et les scènes historiques auprès de Leopold Carl Müller.
Il fait un grand voyage en Italie, en France, en Allemagne et en Hollande, avant d'accepter à Munich des commandes de peintures d'histoire religieuse et laïque. En 1896, il accepte un poste de professeur à l'Académie des beaux-arts de Vienne. Il a comme élève Anton Velim, Hans Fronius (de), Anton Kolig, Albert Stolz, Hans Popp et Franz Gruss (de).
Selon Josef Greiner (de), auteur d'une biographie d'Adolf Hitler, Alois Delug refuse en 1907 son entrée à l'Académie de Vienne dans les classes de peinture et d'architecture en raison de sa piètre performance dans les examens d'entrée.

## Source, notes et références
- (de) Cet article est partiellement ou en totalité issu de l’article de Wikipédia en allemand intitulé « Alois Delug » (voir la liste des auteurs).

1. ↑  Ins Asyl, um nicht Soldat zu werden? - Neue Forschungsergebnisse zur Hitler-Biographie, paru le 6 octobre 1965 dans Der Spiegel 41/1965.